# 蕭惟豫
萧惟豫（1637年1月4日—？年），字介石，号韩坡，山東濟南府德州人，清朝政治人物。

## 生平
順治十一年甲午科山東鄉試第五名舉人，順治十五年戊戌科易經房中式第184名，殿試二甲27名進士，欽授翰林院庶吉士，己亥授編修，庚子江西主考。歷任翰林院侍讀。著有《但吟草》。